# (961) Gunnie
(961) Gunnie ist ein Asteroid des Hauptgürtels, der am 10. Oktober 1921 vom deutschen Astronomen Karl Wilhelm Reinmuth in Heidelberg entdeckt wurde.
Benannt ist der Asteroid nach der gleichnamigen Tochter des schwedischen Astronomen Bror Ansgar Asplind.